# Brotbackautomat

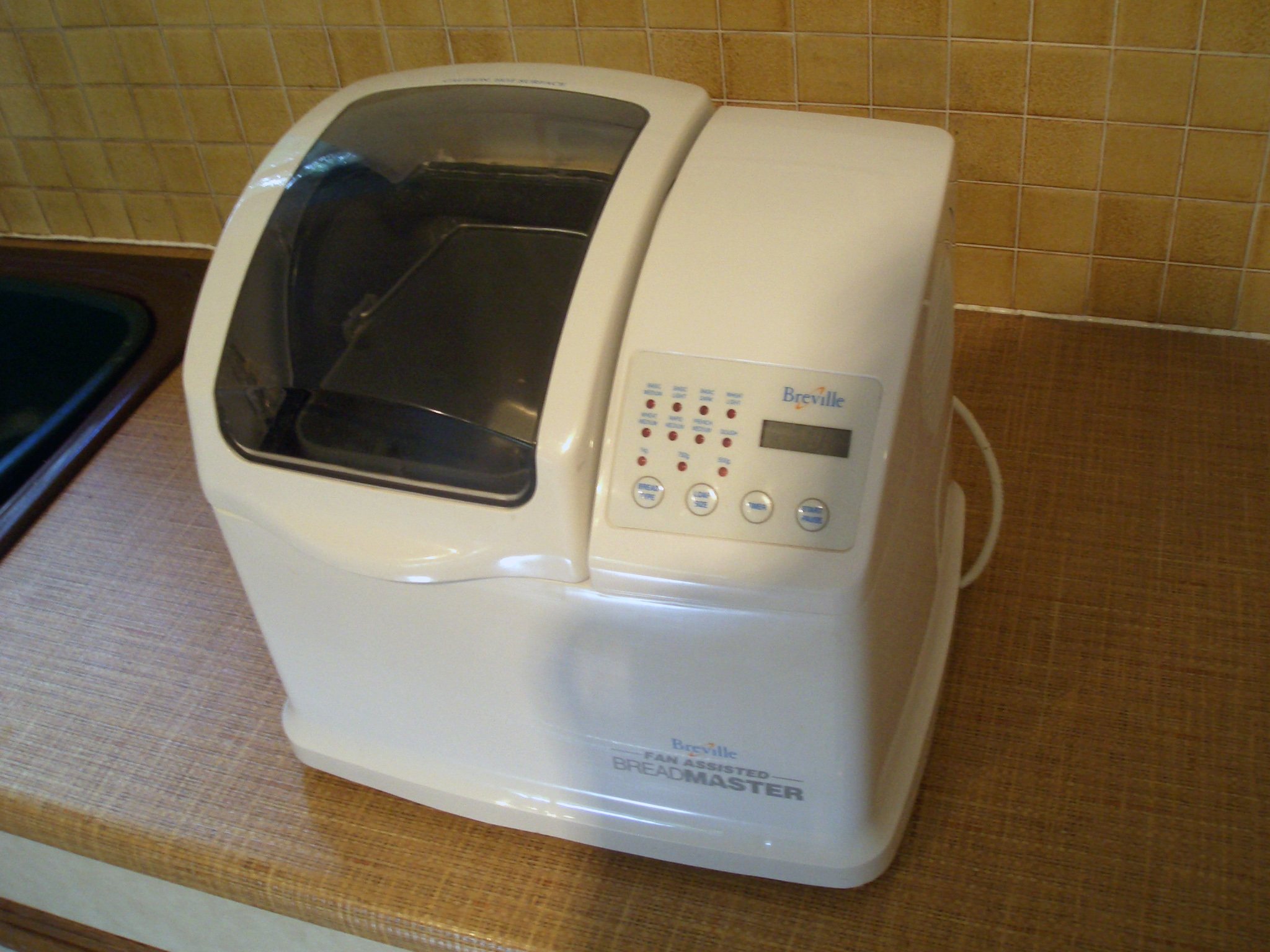
Brotbackautomat

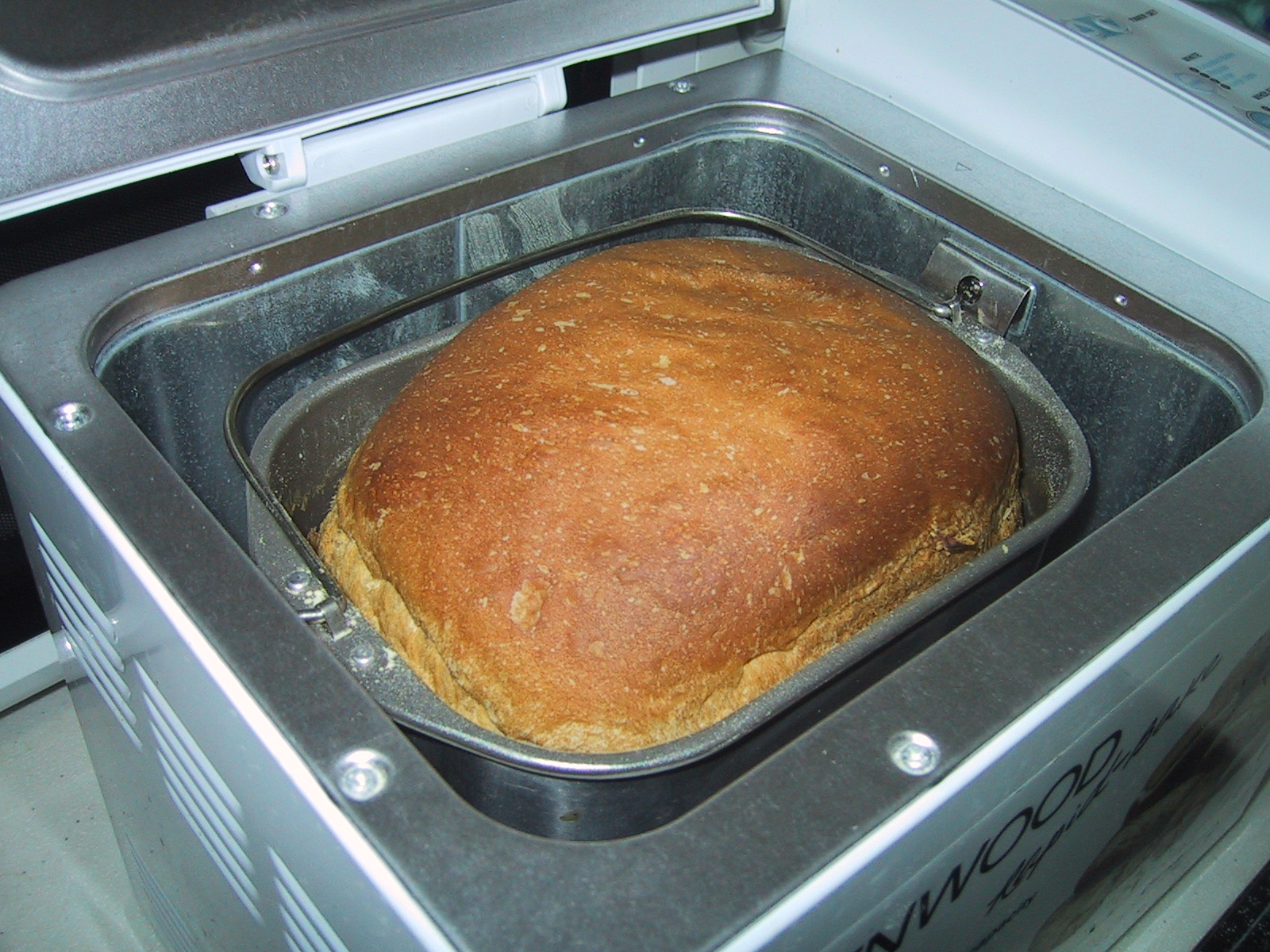
Mit geöffnetem Deckel

Ein Brotbackautomat (auch Brotbackmaschine oder Brotbackgerät) ist ein elektrisches Küchengerät, das teilautomatisch Brot herstellen kann. Der erste Automat dieser Art wurde 1986 von dem japanischen Unternehmen Matsushita Electric Industrial Co. respektive Panasonic als Bread Bakery auf den Markt gebracht. In Deutschland wurde das Gerät unter dem Namen Der Hausbäcker vertrieben.

## Aufbau und Funktion
Brotbackautomaten mischen und kneten die eingefüllten Zutaten mit Hilfe eines oder zweier Knethaken selbständig zu einem Teig und lassen ein Heizprofil (ggf. mit Ruhephasen) ablaufen. An Bedienelementen lassen sich üblicherweise Parameter wie Startzeit oder Bräunungsgrad einstellen. Es stehen verschiedene Programme zur Verfügung wie beispielsweise für Kuchen, Marmelade oder Brot.
Die Form der Brote ist dem Behälter angepasst (meist Kastenform). Er enthält für die Knethaken von unten eingeführte abgedichtete Wellen, auf die von innen die Knethaken aufgesteckt werden. Von unten greifen von einem Motor angetriebene Mitnehmer in die als Kupplung ausgebildeten Wellenenden.
Konstruktionsbedingt fehlt den Geräten die von Backöfen bekannte Funktion Oberhitze, sodass Krustenbildung und Bräunung durch am Backbehälter vorbeiströmende heiße Luft erfolgt.
Backautomaten besitzen typischerweise im Inneren ein Zahnriemen-Getriebe mit einem Kondensatormotor mit Richtungsumkehr oder einem permanenterregten Gleichstrommotor ohne Richtungsumkehr. Ein Heizelement (um 800 W) liegt frei zugänglich unter dem entnehmbaren Backbehälter. Gesteuert werden die Komponenten mit einem zentralen Mikrocontroller über Relais und einen Triac-Schalter (für den Motor). Der Mikrocontroller generiert die Programmzeiten, steuert LCD-Anzeige und Signal (Buzzer) und wertet die Tasten sowie einen Temperatursensor aus.

## Umweltbilanz und Nutzen
Das Backen zuhause ist in jedem Falle energetisch ineffizienter als das Backen in der Bäckerei oder in der Brotfabrik und verbraucht ein Mehrfaches der Energie gegenüber der industriellen Herstellung. Die Öko- und Treibhauspotenzial-Bilanz wird jedoch durch die verwendeten Rohstoffe und den Einkaufsweg des Endverbrauchers wesentlich mitbestimmt.
Das Ökoinstitut hat im Jahre 2013 im Rahmen einer Studie Brotbackautomaten im Hinblick auf ökologische Optimierung und Kosteneinsparungen bei  Verbrauchern analysiert und kommt unter anderem zu folgenden Ergebnissen:
- Brotbackautomaten haben pro Brot einen etwa 60 % geringeren Elektroenergieverbrauch als ein elektrischer Haushaltbackofen.
- die Umwelt- und Klimabilanz wird abhängig von Nutzungszenario und -dauer mit bis etwa 50 % durch die Herstellung der Geräte bestimmt.
- die Verwendung eines Brotbackautomaten spart auch bei Einsatz von Back-Fertigmischungen Kosten gegenüber dem Kauf eines fertigen Brotes in Deutschland

Die Studie erkennt Einspar- und Verbesserungspotenziale bei den Geräten, die den Stand-by-Energieverbrauch, die Wärmeisolierung und die Verbrennungsgefahr an den Außenflächen betrifft. Es wird auf die Bedeutung einer Ersatzteilversorgung insbesondere der Knethaken und Backgefäße verwiesen, um die angenommene Nutzungsdauer von 5 Jahren zu erreichen.